# Neofelis diardi
Panthère de Diard, Diard, Panthère nébuleuse de Bornéo
Espèce
Synonymes
- Neofelis nebulosa diardi
 Cuvier, 1823

Statut de conservation UICN

 VU C1 : Vulnérable
Statut CITES
Neofelis diardi, la Panthère de Diard est une espèce de félin se trouvant sur les îles de Bornéo et de Sumatra. D'abord considéré comme une sous-espèce de la Panthère nébuleuse, ce félin n’a pas encore de noms vernaculaires établis et a été désigné sous les termes suivants au cours de son histoire : Chat Diard, Diard, Panthère nébuleuse de Bornéo, Léopard tacheté de Bornéo ou Panthère nébuleuse des îles de la Sonde.
Physiquement très proche de la Panthère nébuleuse, Neofelis diardi a une robe différente de celle de sa cousine, avec de grandes taches proches des rosettes sur fond clair. Une double rayure dorsale continue est également caractéristique de l'espèce. Félin habile dans les arbres, le comportement de Neofelis diardi est encore très mal connu. Ce félin est probablement solitaire et territorial, il chasse essentiellement les mammifères de petite et moyenne taille.
Ne se trouvant que dans les forêts des îles de Bornéo et de Sumatra, Neofelis diardi a une densité de population faible. La menace majeure pesant sur l'espèce est la déforestation induite par la culture du palmier à huile. L'Union internationale pour la conservation de la nature (UICN) considère l'espèce comme « vulnérable » (VU) et ses deux sous-espèces comme « en danger » (EN).

## Dénomination
Ce félin est à l'origine une sous-espèce de la Panthère nébuleuse : Neofelis nebulosa diardi. Le terme Neofelis du nom binomial est formé à partir de l'adjectif grec νέος signifiant « nouveau » et du nom latin feles ou felis désignant un petit animal carnivore et en particulier le chat. Le terme diardi fait référence à Pierre-Médard Diard, un naturaliste français du XIXe siècle.
Du fait de la reconnaissance récente de l'espèce, en 2013, aucun nom vernaculaire français n'est proposé par les organisations internationales telle l'Union internationale pour la conservation de la nature (UICN). Au XIXe siècle, les noms vernaculaires utilisés pour décrire cette espèce sont « Chat Diard, » ou « Diard ». En 2007 et 2008, le WWF Belgique et la revue Pour la Science utilisent le nom vernaculaire « Panthère nébuleuse de Bornéo »,. En 2010, la première vidéo de ce félin est diffusée et pour couvrir cette annonce, la presse utilise les termes « Léopard tacheté » ou « Léopard tacheté de Bornéo »,,. En 2023, une terminologie plus simplifiée apparaît dans l’encyclopédie All the Mammal of the World sous le terme de « Panthère de Diard », l’appellation « Panthère nébuleuse de Bornéo » étant davantage associée à la sous-espèce N. d. borneensis dans les articles de vulgarisations.
En anglais, les noms vernaculaires suivants sont proposés par l'UICN : Sunda Clouded Leopard (littéralement « Panthère nébuleuse de Sunda »), Sunda Islands Clouded Leopard (« Panthère nébuleuse des îles de la Sonde »), Enkuli Clouded Leopard (« Panthère nébuleuse Enkuli »), Sundaland Clouded Leopard (littéralement « Panthère nébuleuse du Sundaland »). Le fonds documentaire ARKive propose également Diard’s clouded leopard, soit « Panthère nébuleuse de Diard ».
En Iban, Neofelis diardi est appelée « engkuli ».

## Description

Tête de Neofelis diardi.

La Panthère nébuleuse de Bornéo, qui a longtemps été considérée comme une sous-espèce de la Panthère nébuleuse, possède une apparence très semblable. Cependant, ce félin a des marques plus petites et plus nombreuses, rappelant les rosettes. Le fond de la robe est jaune-gris à gris et la double rayure dorsale est entière. Des individus mélaniques ont été observés sur l'île de Bornéo uniquement.

## Comportement

### Régime alimentaire
Sur l'île de Bornéo, la Panthère nébuleuse de Bornéo a été observée chassant des Nasiques (Nasalis larvatus),, mais aussi des porcs, des daims, des Orang-outan de Bornéo (Pongo pygmaeus) et de petits mammifères. Sur la partie malaise de Bornéo, une étude réalisée en 1987 a permis de montrer qu'elle s'attaque aux jeunes Sambars (Rusa unicolor), aux Muntjacs, aux Chevrotains, aux Sangliers à barbe (Sus barbatus), aux Civettes palmistes hermaphrodites (Paradoxurus hermaphroditus), aux Semnopithèques de Hose (Presbytis hosei), aux poissons et aux porcs-épics. Les Sangliers à barbe et Muntjacs ont été tués par une morsure dans le bas du cou.
À Sumatra, dans le parc national de Gunung Leuser, l'étude des matières fécales de la Panthère nébuleuse de Bornéo montre qu'elle se nourrit principalement de primates, mais également de Muntjacs et d'Argus géants.
Un félin détenu en captivité à Sarawak au début des années 1930 refusait la viande morte et mangeait deux poulets par jour. Avant de commencer à manger, les oiseaux étaient plumés et les singes pelés en les léchant.

### Structure sociale
Au Sarawak, des chasseurs ont témoigné qu'après avoir tué une femelle depuis leur bateau, ils se sont fait attaquer par le mâle une fois au sol.
En 1986, des sondages ont été réalisés auprès des populations autochtones à Sabah et dans le Sarawak. Plus de 80 % des observations portaient sur des félins se déplaçant au sol, sur des chemins et sentiers dans des forêts primaires ou des forêts secondaires exploitées sélectivement. La majorité des observations dans les arbres ont été faites dans les forêts primaires et trois fois sur quatre durant la journée. La Panthère nébuleuse de Bornéo use probablement des arbres pour se reposer et se déplace essentiellement au sol.
L'absence du tigre et du léopard à Bornéo est probablement un facteur positif pour les populations de Panthère nébuleuse de Bornéo. Le félin a notamment un comportement plus diurne à Bornéo qu'à Sumatra. Selon une étude de 1993 réalisée dans le parc national de Gunung Leuser à Sumatra, la majorité des pièges photographiques se déclenchaient la nuit.
La Panthère nébuleuse de Bornéo fait probablement partie des cinq félins émettant le prusten. Cette vocalisation de courte durée (moins d'une seconde) à une sonorité similaire à l'ébrouement du cheval et est utilisée pour des contacts amicaux à courte distance,.

## Chorologie

### Habitat et répartition

Répartition de l'espèce.

La Panthère nébuleuse de Bornéo est un félin vivant dans les forêts des îles de Sumatra et Bornéo. Des populations subsistent peut-être dans les îles Batu, proches de Sumatra. L'aire de répartition de la Panthère nébuleuse de Bornéo est très clairsemée du fait du morcellement des forêts,.
La densité de population est faible, notamment à Sumatra. À Sabah, elle a été estimée en 1982 à un félin pour 4 km2. A Sabah, en 2006, la densité de population est estimée à 9 individus pour 100 km2 dans la réserve de Tabin et en 2007 à 6,4 individus pour 100 km2 dans une autre aire d'étude. La population sauvage est probablement inférieure à 10 000 individus matures selon UICN, avec une tendance à la diminution des effectifs. Dans la province de Sabah à Bornéo, l'estimation optimiste de la population de Panthère nébuleuse de Bornéo est comprise entre 1 500 et 3 200 individus, répartis sur environ un quart de la province.

### La déforestation, principale menace pour l'espèce
Sumatra et Bornéo font partie des régions du monde où la déforestation est la plus intense. Durant les dix dernières années, plus de 10 % des forêts de plaines ont disparu dans ces régions. Le développement de la culture du palmier à huile est l'une des menaces les plus importantes à la survie de l’espèce, la Malaisie et l'Indonésie étant devenus les premiers producteurs mondiaux d'huile de palme.
À Sumatra, l'utilisation des forêts primaires pour l'agriculture a énormément augmenté depuis les années 1980, et il est estimé que 65 à 80 % des forêts de plaines et 15 % des forêts de montagne ont disparu. Les agriculteurs utilisent du poison pour tuer les animaux qui s'attaquent au bétail et à la volaille. De plus, la peau d'un animal empoisonnée peut être vendue au marché noir jusqu'à 2 000 dollars. La Panthère nébuleuse de Bornéo subsiste encore à Sumatra, mais les populations sont très morcelées et leur statut de conservation reste encore incertain.
Dans la partie malaise de Bornéo, la Panthère nébuleuse de Bornéo est peu abondante mais les possibilités d'habitat sont encore nombreuses, et les populations ne sont probablement pas en danger immédiat d'extinction,. La déforestation et l'exploitation forestière sont cependant une menace non négligeable pour le maintien des populations.

### Présence dans la nature
Des observations ont été rapportées dans les années 1990 dans les parcs nationaux de Gunung Leuser et de Way Kambas à Sumatra, dans le parc national de Tanjung Puting au Kalimantan. Panthère nébuleuse de Bornéo s’accommode des mangroves à Bornéo.
L'Indonésie, la Malaisie et le sultanat de Brunei sont convenus en février 2007 de préserver ensemble une vaste zone boisée de Bornéo où vivent des espèces rares et menacées.

### Présence en captivité
La division en deux espèces différentes aurait pu avoir des conséquences néfastes sur l'élevage en captivité de la Panthère nébuleuse. Des croisements fortuits entre les deux espèces introduiraient une hybridation indésirable. Toutefois, tous les félins détenus dans les zoos occidentaux descendent de spécimens sauvages « continentaux », sans doute de Chine et du Sud-Est de l'Asie. Quelques animaux du nord de Bornéo ont été introduits dans les parcs zoologiques de Malaisie et de Singapour, tout comme des sujets vietnamiens ont été transférés dans un zoo de Java, mais aucun indice ne permet de prouver que ces individus ont pu s'introduire dans le bassin génétique de la Panthère nébuleuse.

## Taxonomie

### Petit ou grand félin?
- Pantherinae
  - Neofelis
    - Neofelis nebulosa - Panthère nébuleuse
    - Neofelis diardi

  - Panthera
    - Panthera uncia - Léopard des neiges
    - ?
      - Panthera leo - Lion
      - Panthera onca - Jaguar
      - Panthera pardus - Léopard
      - Panhera tigris - Tigre

La classification de la Panthère nébuleuse, espèce dont est issue Neofelis diardi, comme petit (Felinae) ou grand félin (Pantherinae) a été très débattue. La majorité des taxonomistes classent la Panthère nébuleuse comme une Pantherinae au sein du genre Neofelis,. À la suite de la scission de l'espèce décidée en 2006, Neofelis diardi a logiquement hérité de la même classification.
En 2006 et 2007, des travaux sur l'ADN effectués sur les chromosomes sexuels et l'ADN mitochondrial de toutes les espèces de félins, conjugués à des recherches paléontologiques, ont révélé que l'ancêtre commun est un félidé du genre Pseudaelurus, qui vivait sur le continent asiatique il y a 9 à 20 millions d'années. La lignée des panthères, regroupant les genres Neofelis et Panthera, est la première à diverger, il y a environ 10,8 millions d'années. À son tour, la branche des Neofelis est la première à se différencier de l'ancêtre commun des panthères il y a 6,4 millions d'années entre le Miocène et le Pliocène.

### Neofelis diardi, une nouvelle espèce
La Panthère nébuleuse était considérée comme l'unique membre de Neofelis jusqu'au milieu des années 2000. Des analyses génétiques sont réalisées sur de l'ADN mitochondrial et des microsatellites de 109 Panthères nébuleuses. Cette étude publiée en 2006 a démontré que les individus continentaux et la sous-espèce Neofelis nebulosa diardi forment deux espèces différentes. Les tests d'ADN ont montré environ quarante différences entre les deux espèces et leur éloignement génétique est comparable à celui mesuré entre les différentes espèces du genre Panthera. En conséquence, la sous-espèce de Bornéo a été élevée au rang d'espèce : Neofelis diardi. Toujours en 2006, l'analyse morphométrique du dessin du pelage de 57 spécimens montre deux groupes morphologiques différents, Neofelis diardi ayant des taches plus petites et nombreuses, proches des rosettes.
La Panthère nébuleuse et Neofelis diardi ont commencé à diverger il y a 1 à 1,5 million d'années durant le Pléistocène, lorsque le plateau continental de Sunda a régulièrement été immergé du fait de l'élévation du niveau de la mer, isolant les populations présentes sur les îles de la Sonde. Par ailleurs, même lorsque l'archipel a été connecté au continent, la présence d'un ancien système de rivières à Bornéo a pu bloquer les échanges de populations.
Des fossiles de Neofelis diardi ont été découverts à Java, et il est probable que l'espèce s'y soit éteinte au cours de l'Holocène.
L'holotype original est décrit par Georges Cuvier dans Recherches sur les ossements fossiles comme un félin de Java, ce qui est une erreur, le spécimen provenant de Sumatra, :
« 
Il y a à Java un autre chat sauvage plus grand, très remarquable par la belle régularité de ses taches, dont MM. Diard et Duvaucel nous ont envoyé une peau et un dessin. Nous l'appellerons Felis Diardi.
Sa taille est à peu près celle de l'ocelot. Le fond de son pelage est gris-jaunâtre. Le cou et le dos sont  occupés par des taches noires formant des bandes longitudinales. D'autres taches semblables descendent le long de l'épaule perpendiculairement aux précédentes. Sur les cuisses et une partie des flancs sont des anneaux noirs dont le milieu est gris, et sur les jambes des taches noires et pleines. Le gris-jaunâtre et le noirâtre de la queue y forment des anneaux un peu nuageux.

La tête a six pouces, les corps deux pieds et demi, la queue deux pieds quatre pouces ; et la hauteur au garrot doit être de dix-huit pouces. »
— Georges Cuvier, Recherches sur les ossements fossiles

### Sous-espèces
Deux sous-espèces sont reconnues à la suite d'analyses génétiques :
- Neofelis diardi borneensis (en), vivant sur l'île de Bornéo ;
- Neofelis diardi diardi, vivant sur l'île de Sumatra.

## Le félin et l'Homme

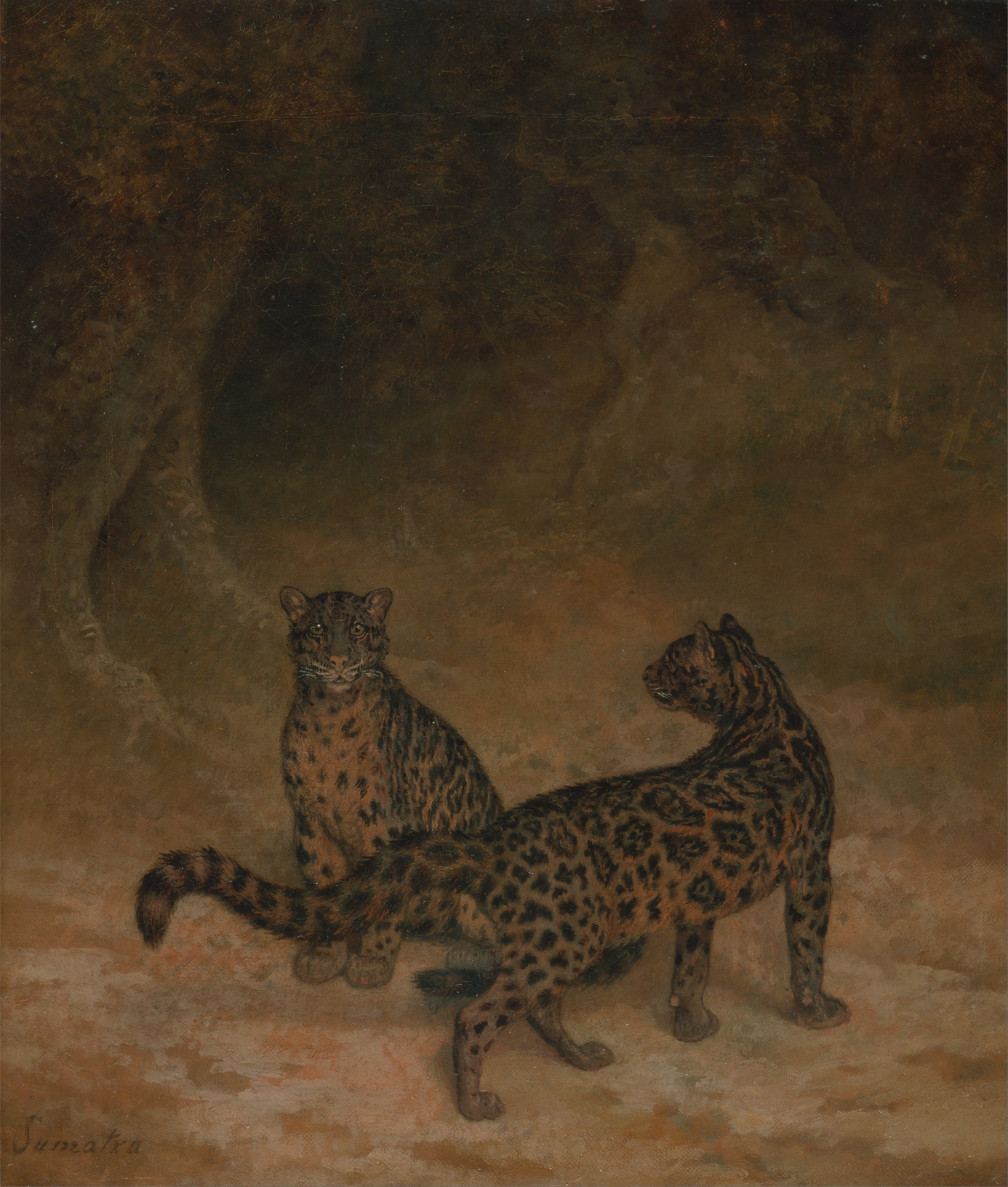
Panthères nébuleuses par Jacques-Laurent Agasse.

### Représentations
En 2010, les premières vidéos dans la nature sont faites par A. Wilting et Mohamed Azlan lors de la rencontre fortuite avec un spécimen peu farouche,,.
Vers 1825, Jacques-Laurent Agasse peint un couple de ce qui était considéré à l'époque comme des Panthères nébuleuses à partir de spécimens venant de Sumatra détenus dans l'Exeter Change.

### Actions de recherche

Logo du Bornean Wild Cat and Clouded Leopard Project.

Le Bornean Wild Cat and Clouded Leopard Project est un projet de recherche dont le but est d’étudier conjointement les cinq espèces de félins de l’île de Bornéo, dont les mœurs ne sont pas bien connues. Les connaissances acquises durant ce projet doivent permettre de mieux comprendre le comportement et l’écologie de ces félins et de situer leur réponse à des environnements modifiés par l’exploitation forestière. Le projet permet également aux scientifiques et étudiants locaux de se familiariser aux recherches sur le terrain et de sensibiliser la population locale à la protection de leur faune. À terme, le Bornean Wild Cat and Clouded Leopard Project devrait proposer un programme de conservation des félins sauvages de Bornéo.
L’aire d’étude est fixée sur la Danum Valley Conservation Area, une forêt de diptérocarpacées du territoire de Sabah dont une partie est modifiée par l’abattage sélectif depuis les années 1960. Les recherches sont basées sur des pièges photographiques et la capture d’individus afin de les équiper d’un collier émetteur. Commencé en 2007, le projet a duré trois ans.